# Château de Pommier (Saint-Front-la-Rivière)
Pour les articles homonymes, voir Château de Pommier.
Le château de Pommier (ou château du Pommier) est implanté sur la commune de Saint-Front-la-Rivière, dans le département français de la Dordogne. Il est inscrit aux monuments historiques depuis le 4 décembre 1959.

## Présentation
Il se situe environ un kilomètre au sud du bourg de Saint-Front-la-Rivière, au-dessus du lieu-dit le Caneau, à courte distance de la route départementale 83 qui traverse la commune du nord au sud. 

## Historique
Il date du XVe au XVIIIe siècle.

## Galerie

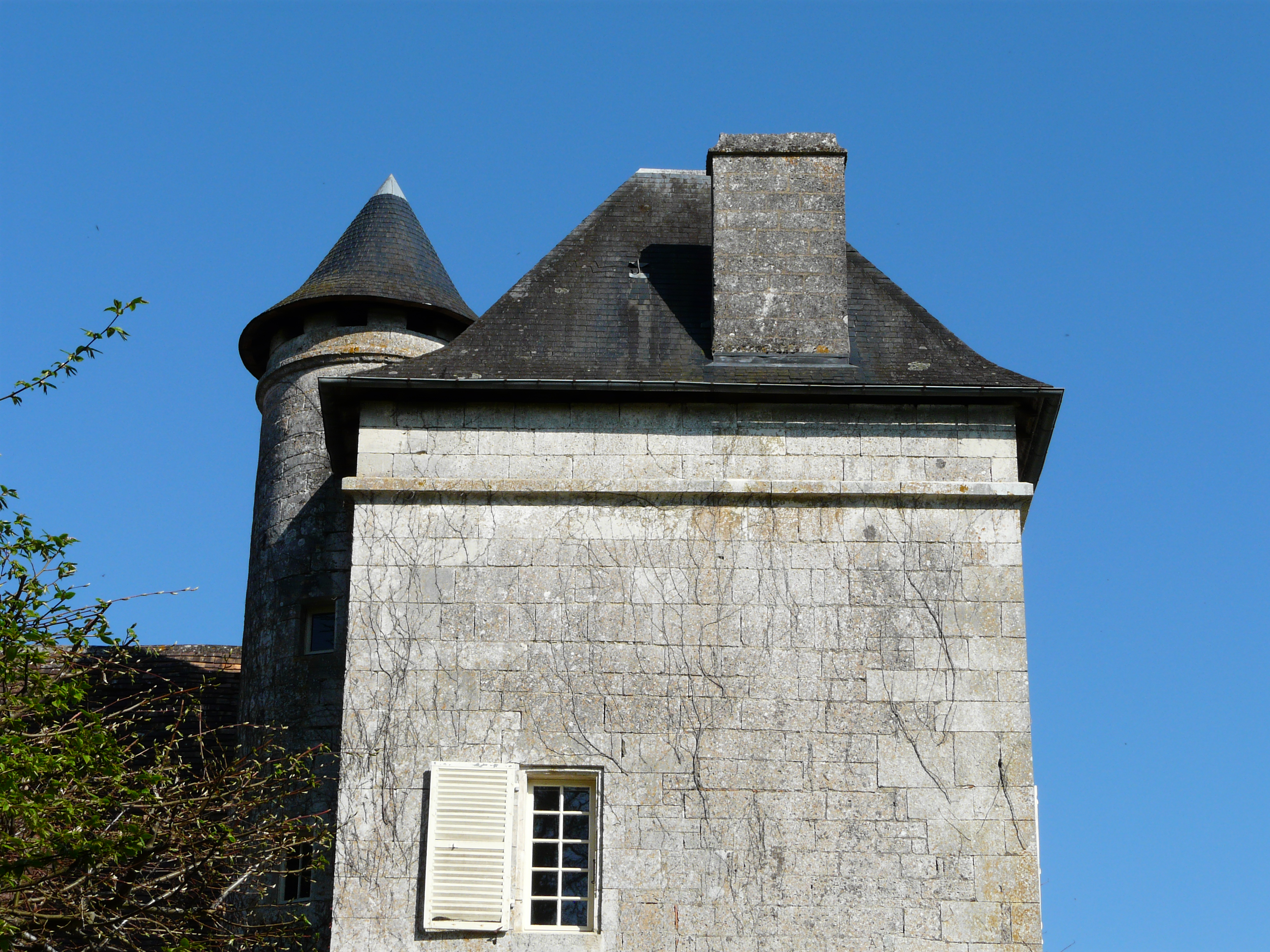
La tourelle accolée à la tour carrée. Côté ouest
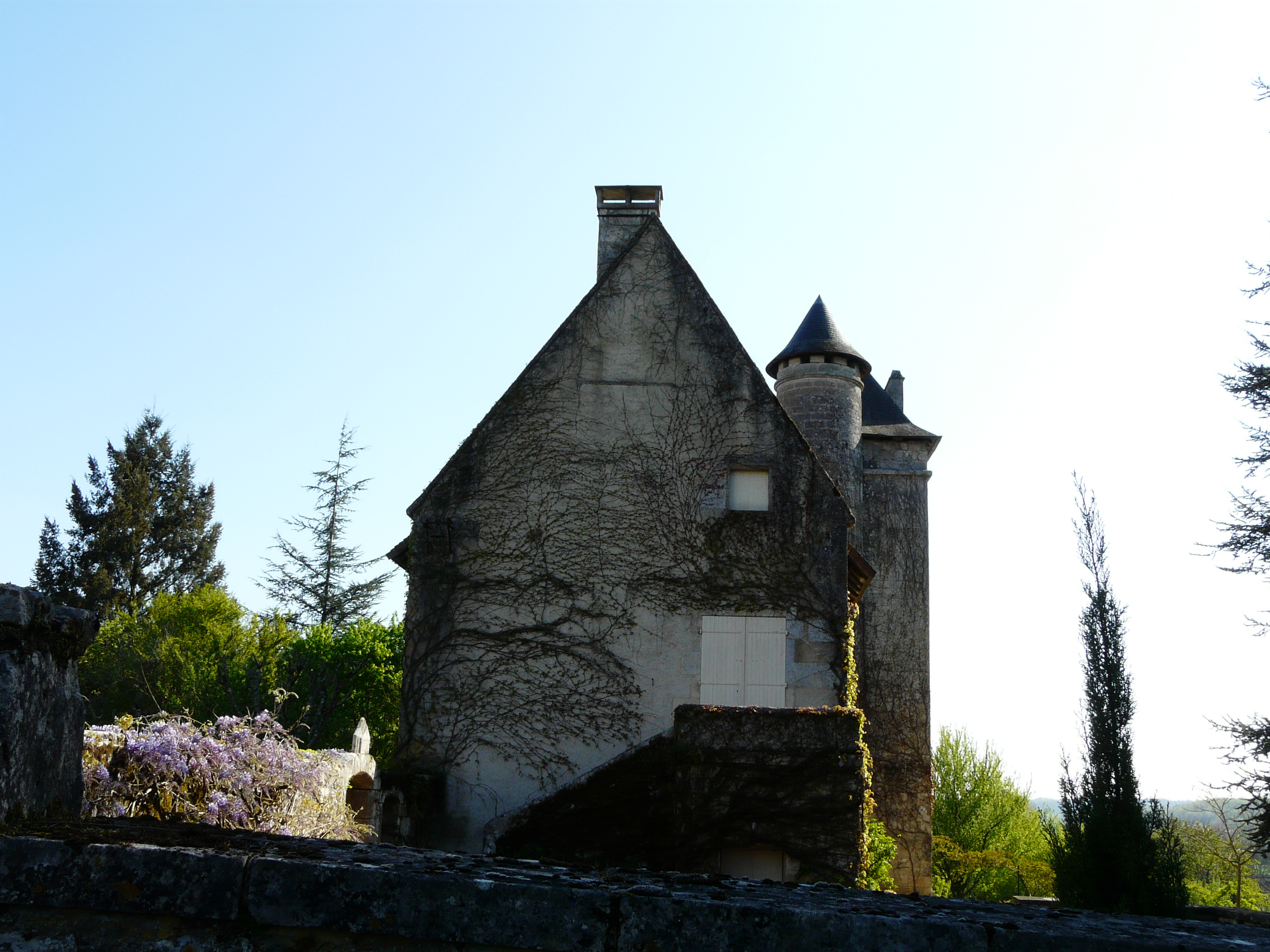
Le château vu du nord
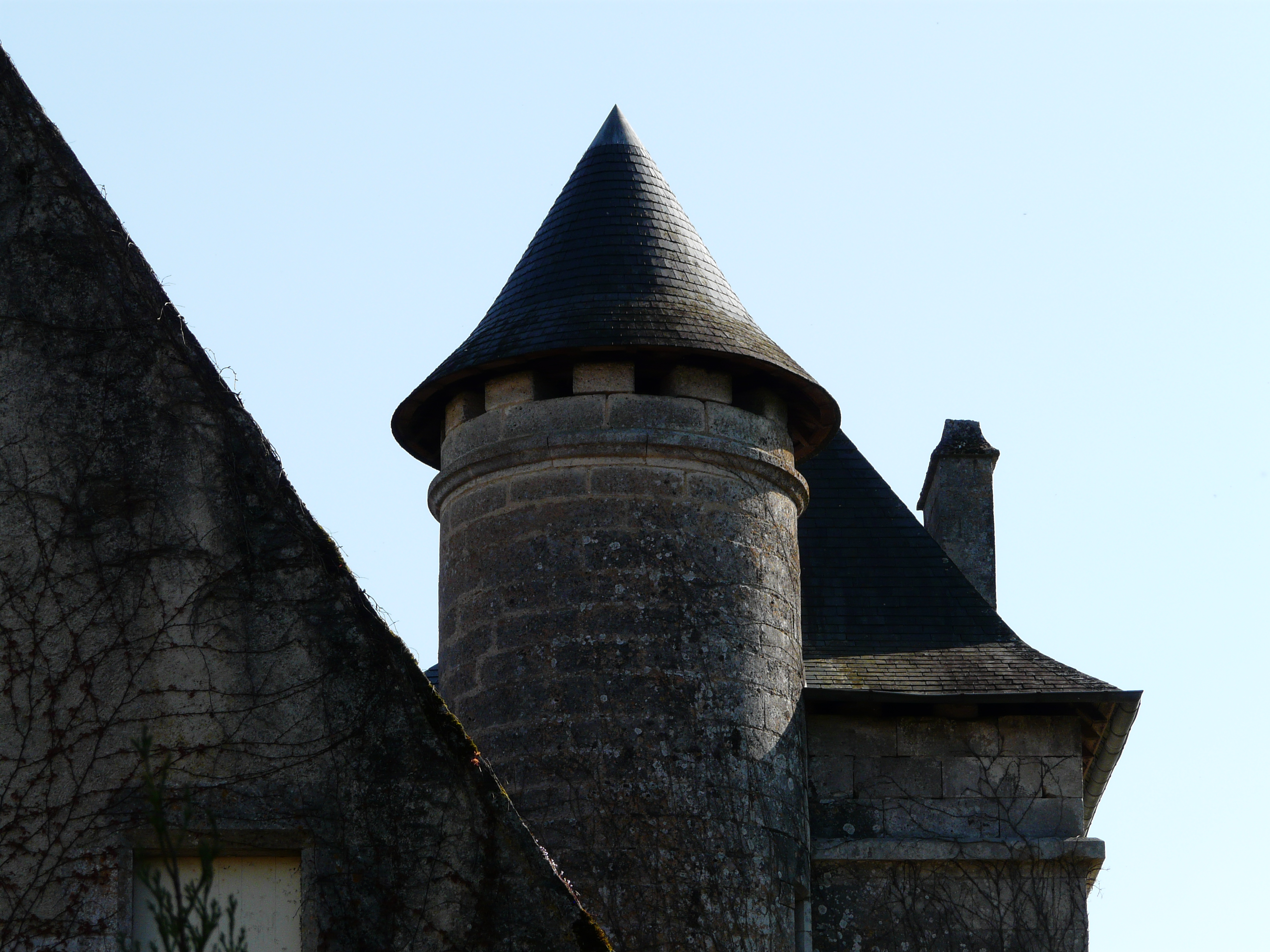
La tourelle accolée à la tour carrée. Côté nord